# Trefl Gdańsk

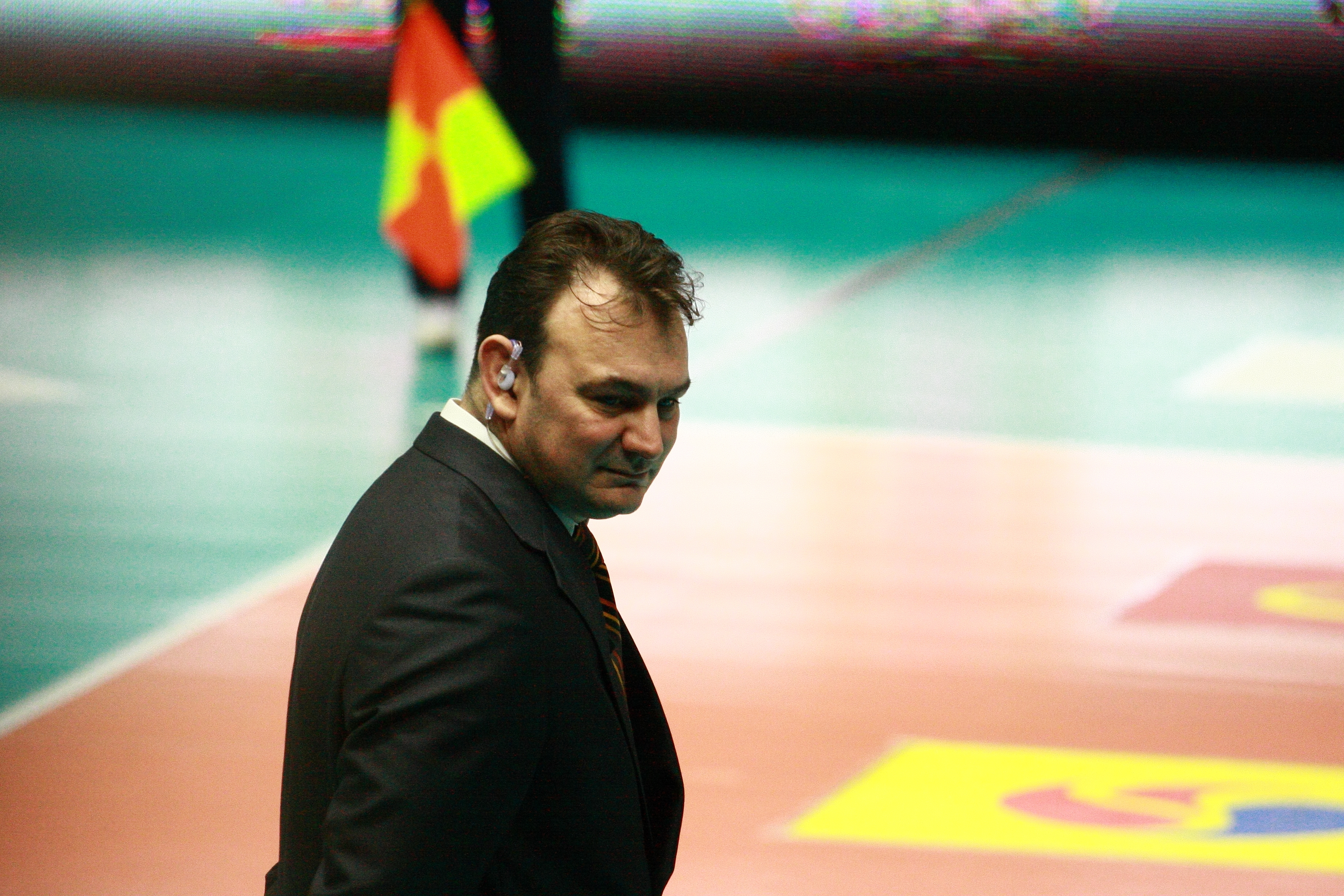
Dariusz Luks trenerem Trefla Gdańsk w sezonie 2012/2013

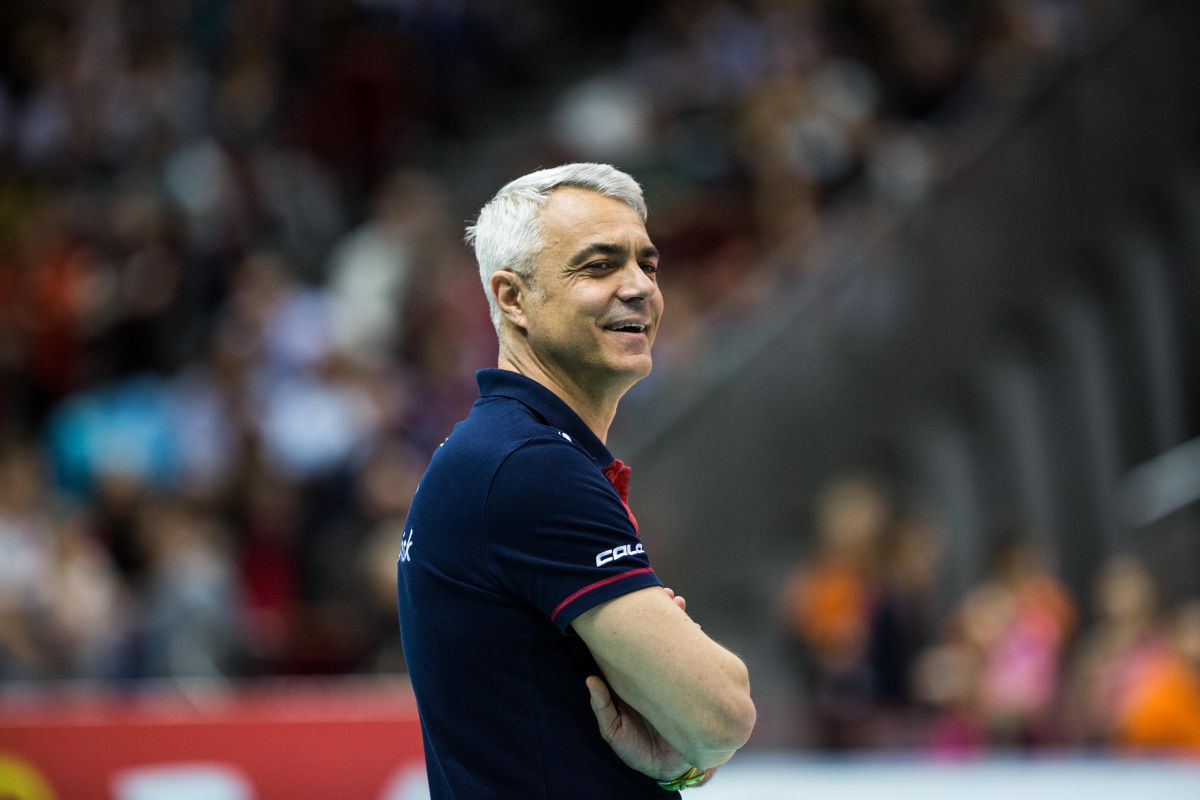
Andrea Anastasi trenerem Trefla Gdańsk w sezonie 2016/2017

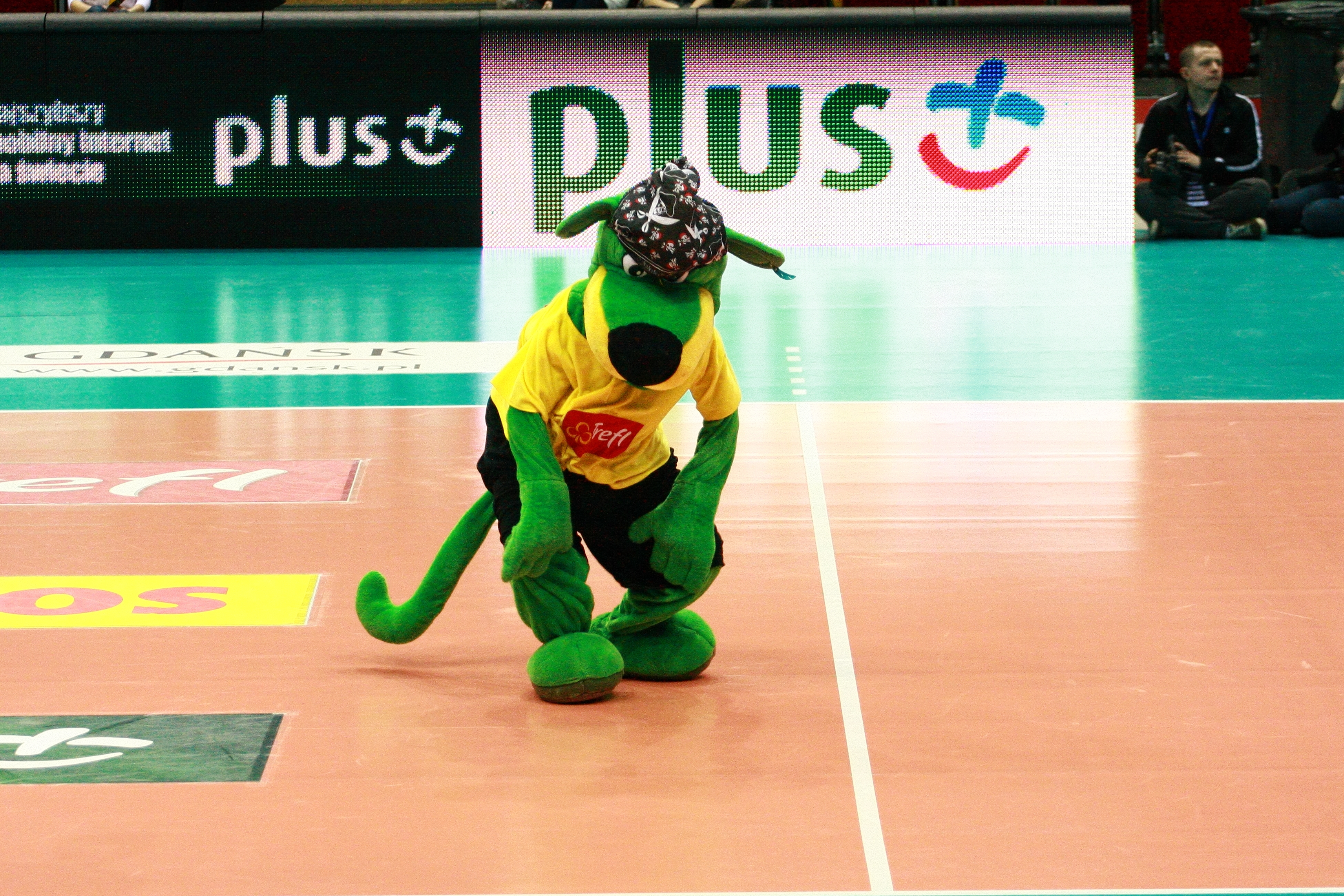
Treflik

Trefl Gdańsk SA – założony w 2005 roku polski klub siatkarski z Gdańska, w skład którego wchodzi występująca w PlusLidze drużyna oraz grupy młodzieżowe, występujące pod nazwą Trefl Gdańsk.

## Historia

### Chronologia nazw
- 2005: Trefl Gdańsk
- 2007: Trefl Piłka Siatkowa SA Gdańsk
- 2008: Trefl Gdańsk
- 2011: LOTOS Trefl Gdańsk
- 2017: Trefl Gdańsk

### Sponsorzy
Sponsorzy tytularni:
- Urząd Miasta Gdańska
- Trefl S.A.

### Powstanie i awanse
W 2004 roku Gedania Gdańsk stworzyła męską sekcję piłki siatkowej, która rozgrywała swoje spotkania w II lidze. Po dwóch sezonach i przegranych play-offach raz z Olimpią Sulęcin i raz z Orłem Międzyrzecz, postanowiono zlikwidować tę sekcję nie przynoszącą większych korzyści dla klubu, gdyż męska Gedania Gdańsk borykała się wiecznie z problemami finansowymi. Inicjatywa właściciela firmy Trefl S.A. - Kazimierza Wierzbickiego sprawiła, że klub Energa Trefl Gdańsk powstał w 2005 i zaczynał swoje rozgrywki również od II ligi. Pozostałe dwa zespoły wydzielone z sekcji Gedanii - GTS Gdańsk i Czarni Pruszcz Gdański - zaczynali swoje rozgrywki odpowiednio od II i III ligi. Trefl Gdańsk w sezonie 2006/2007 wywalczył awans do I ligi po wygranych 3:0 barażach z Juventurem Wałbrzych bez ani jednego przegranego meczu w sezonie. Już sezon później - 2007/2008 - siatkarze wywalczyli po 2 latach awans do PlusLigi (przemianowany PLS) w składzie: Wojciech Winnik, Witold Chwastyniak, Marcin Drabkowski, Krzysztof Hajbowicz, Krzysztof Kocik, Łukasz Kruk, Piotr Poskrobko, Wojciech Serafin, Jarosław Stancelewski, Wojciech Szczurowski, Dariusz Szulik, Waldemar Świrydowicz.

## Trenerzy
| Lata                      | Trener           |
| ------------------------- | ---------------- |
| 2006–2007 (od 02.2006)    | Rafał Prus       |
| 2007–2009 (do 11.01.2009) | Wojciech Kasza   |
| 2009–2010 (od 12.01.2009) | Jerzy Strumiło   |
| 2010–2011                 | Dariusz Luks     |
| 2011–2011 (do 20.12.2011) | Grzegorz Ryś     |
| 2011–2013 (od 28.12.2011) | Dariusz Luks     |
| 2013–2014                 | Radosław Panas   |
| 2014–2019                 | Andrea Anastasi  |
| 2019–2022                 | Michał Winiarski |
| 2022–2024                 | Igor Juričić     |
| 2024–                     | Mariusz Sordyl   |

## Bilans sezon po sezonie
| Sezon                | Miejsce | Meczów | Z-P   | Uwagi                                            |
| -------------------- | ------- | ------ | ----- | ------------------------------------------------ |
| 2005/2006 - II liga  | 4.      | 21     | 10-11 |                                                  |
| 2006/2007 - II liga  | 1.      | 27     | 27-0  | zwycięstwo w barażu o awans do I ligi            |
| 2007/2008 - I liga   | 1.      | 27     | 21-6  | awans do PlusLigi                                |
| 2008/2009 - PlusLiga | 10.     | 22     | 3-19  | spadek do I ligi                                 |
| 2009/2010 - I liga   | 2.      | 35     | 26-9  | porażka w barażu o awans/utrzymanie              |
| 2010/2011 - I liga   | 1.      | 33     | 24-9  | awans do PlusLigi                                |
| 2011/2012 - PlusLiga | 9.      | 18     | 7-15  |                                                  |
| 2012/2013 - PlusLiga | 8.      | 23     | 6-17  | Pierwszy awans do fazy play-off w historii klubu |
| 2013/2014 - PlusLiga | 10.     | 24     | 9-15  |                                                  |
| 2014/2015 - PlusLiga | 2.      | 35     | 24-11 | Puchar Polski                                    |
| 2015/2016 - PlusLiga | 4.      | 29     | 18-11 | Superpuchar Polski                               |
| 2016/2017 - PlusLiga | 8.      | 32     | 17-15 |                                                  |
| 2017/2018 - PlusLiga | 3.      | 35     | 28-7  | Puchar Polski                                    |
| 2018/2019 - PlusLiga | 9.      | 26     | 11-15 |                                                  |
| 2019/2020 - PlusLiga | 5.      | 25     | 13-12 |                                                  |
| 2020/2021 - PlusLiga | 6.      | 31     | 18-13 |                                                  |
| 2021/2022 - PlusLiga | 7.      | 31     | 15-16 |                                                  |
| 2022/2023 - PlusLiga | 6.      | 35     | 21-14 |                                                  |
| 2023/2024 - PlusLiga | 6.      | 34     | 17-17 |                                                  |
| 2024/2025 - PlusLiga | 11.     | 30     | 11-19 |                                                  |

Poziom rozgrywek:
     najwyższy ogólnokrajowy
     drugi
     trzeci

## Sukcesy
Mistrzostwa Polski:
- 2. miejsce (1x): 2015
- 3. miejsce (1x): 2018

 Puchar Polski:
- 1. miejsce (2x): 2015, 2018

 Superpuchar Polski:
- 1. miejsce (1x): 2015

PGE Grand Prix PLS:
- 2. miejsce: 2024

## Kadra

### Sezon 2025/2026[13]
Sztab szkoleniowy
- Pierwszy trener:  Mariusz Sordyl

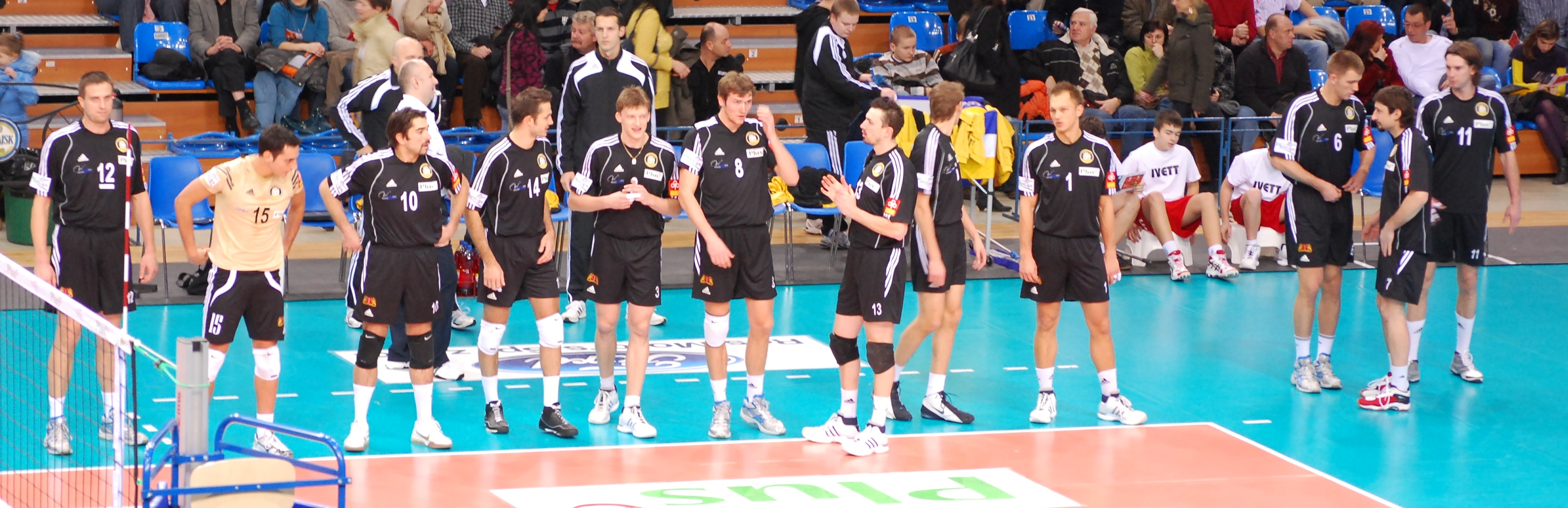
Zawodnicy Trefla Gdańsk w sezonie 2008/2009

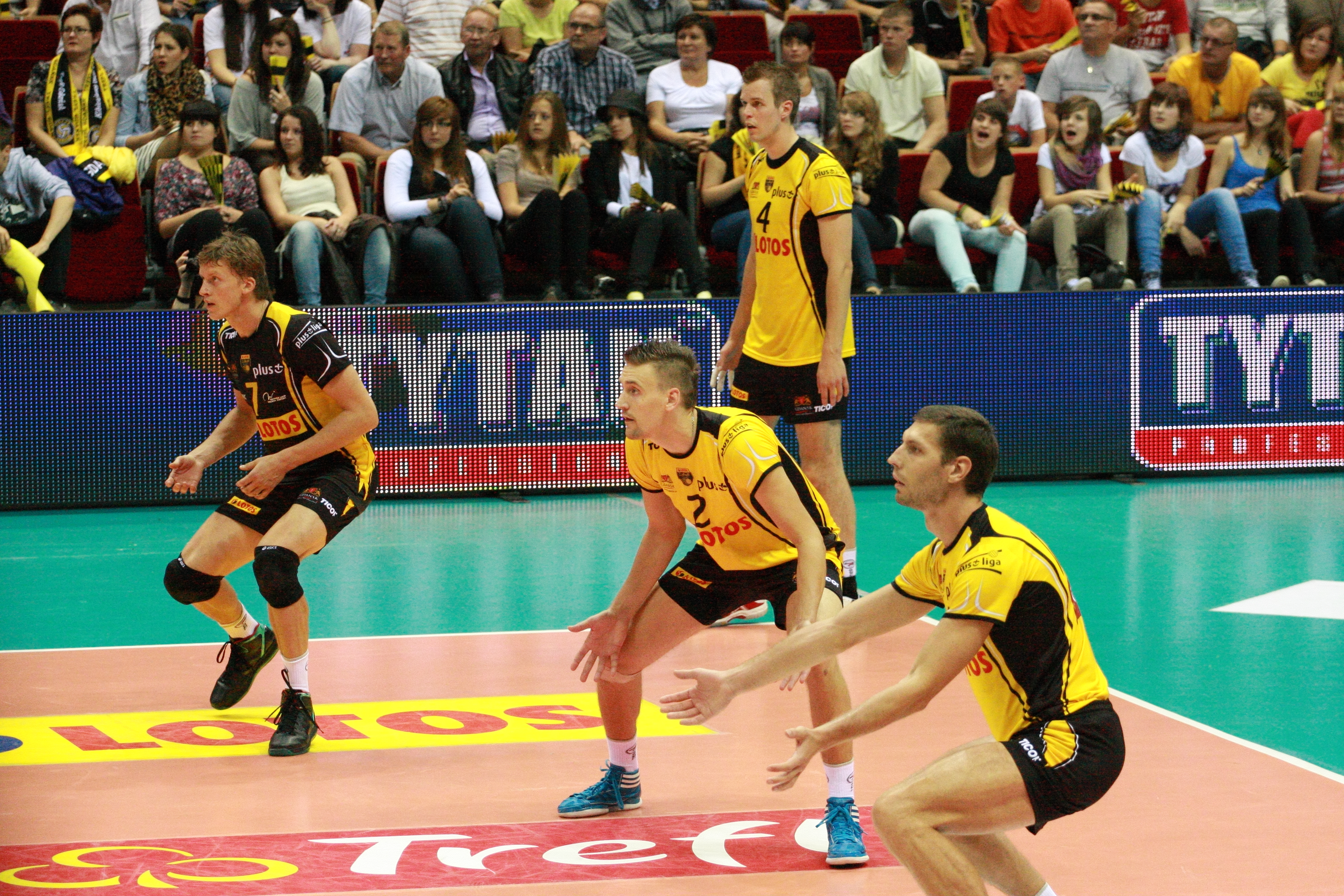
Zawodnicy Lotosu Trefl Gdańsk w sezonie 2011/2012

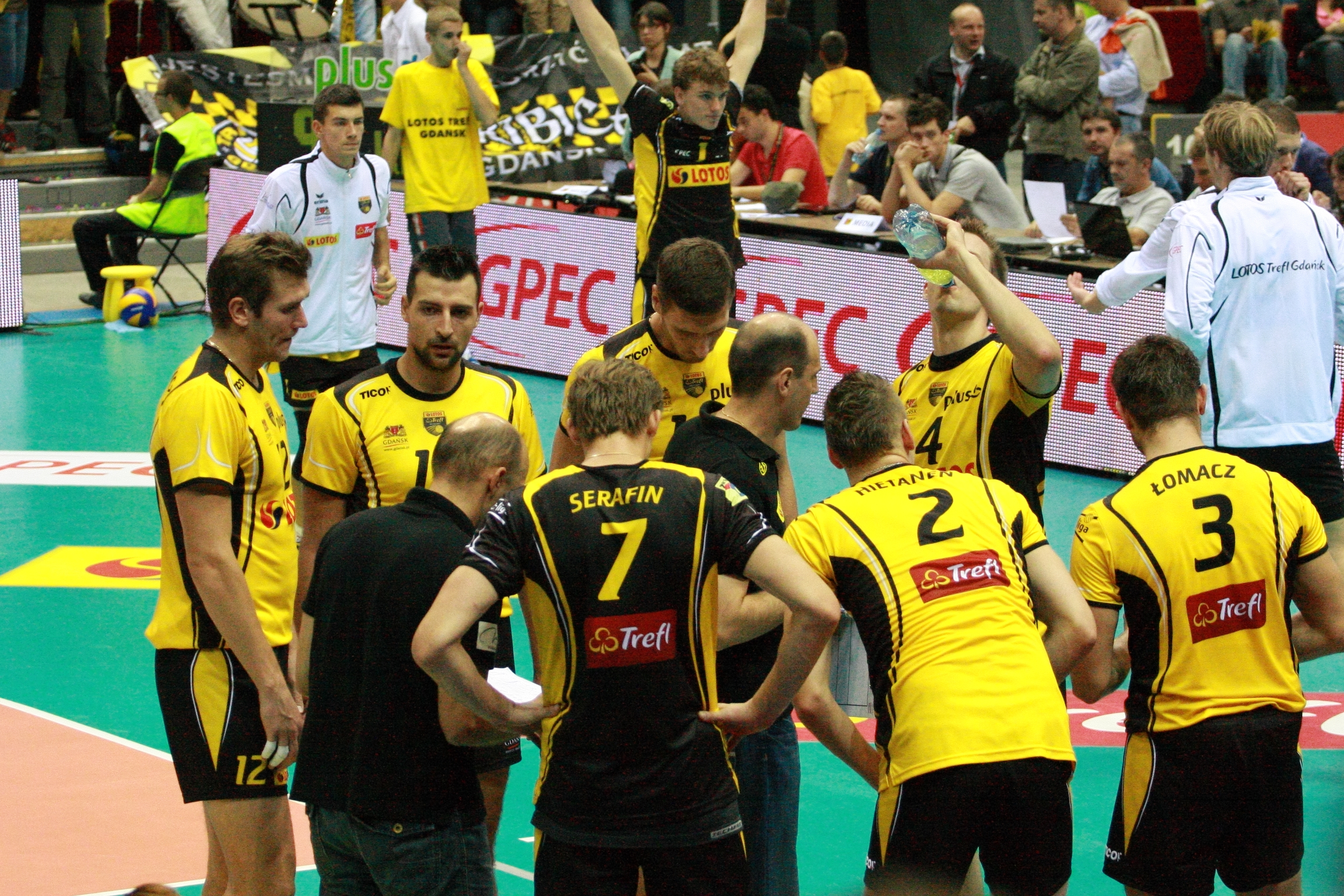
Zawodnicy Lotosu Trefl Gdańsk w sezonie 2011/2012

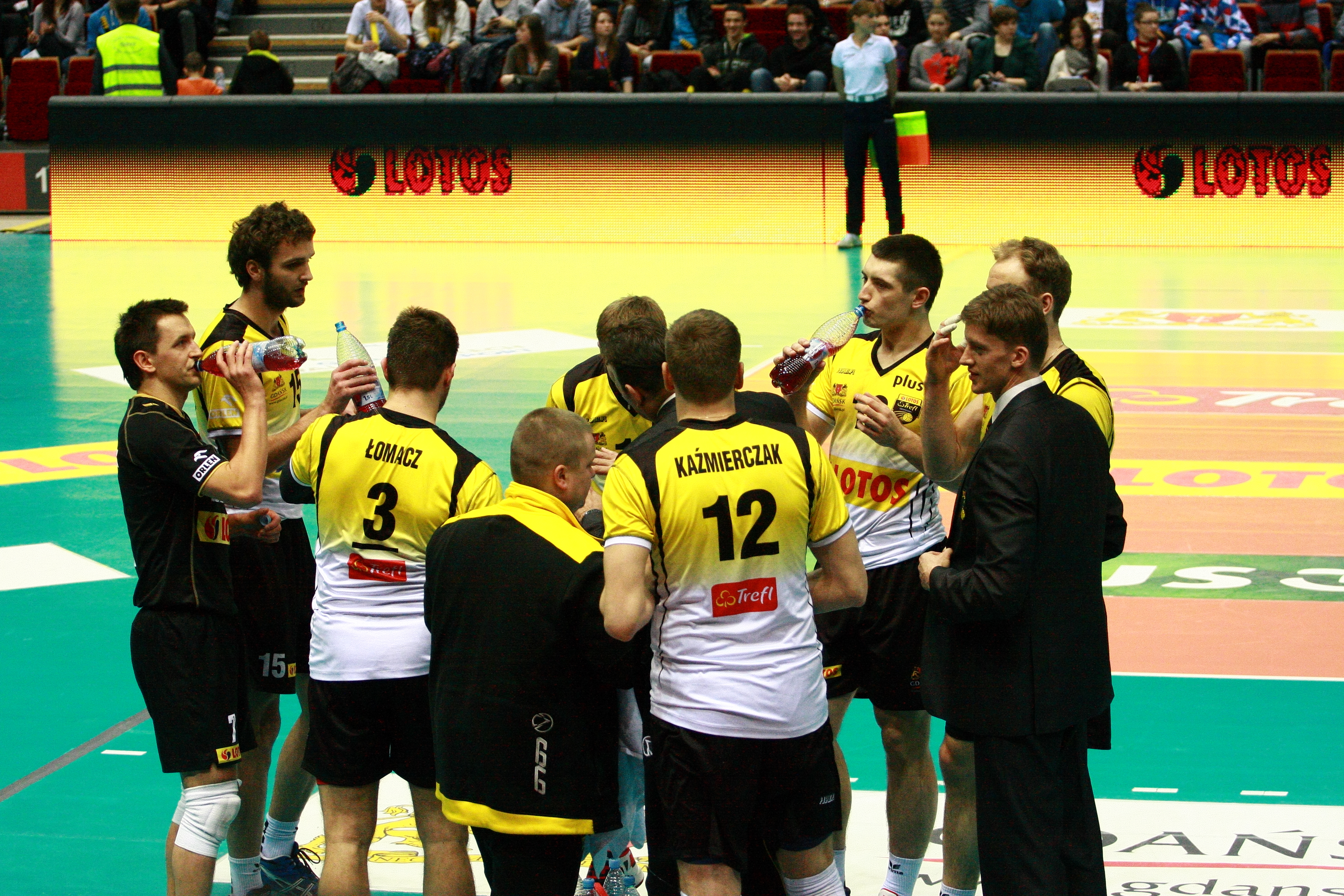
Zawodnicy Lotosu Trefl Gdańsk w sezonie 2012/2013

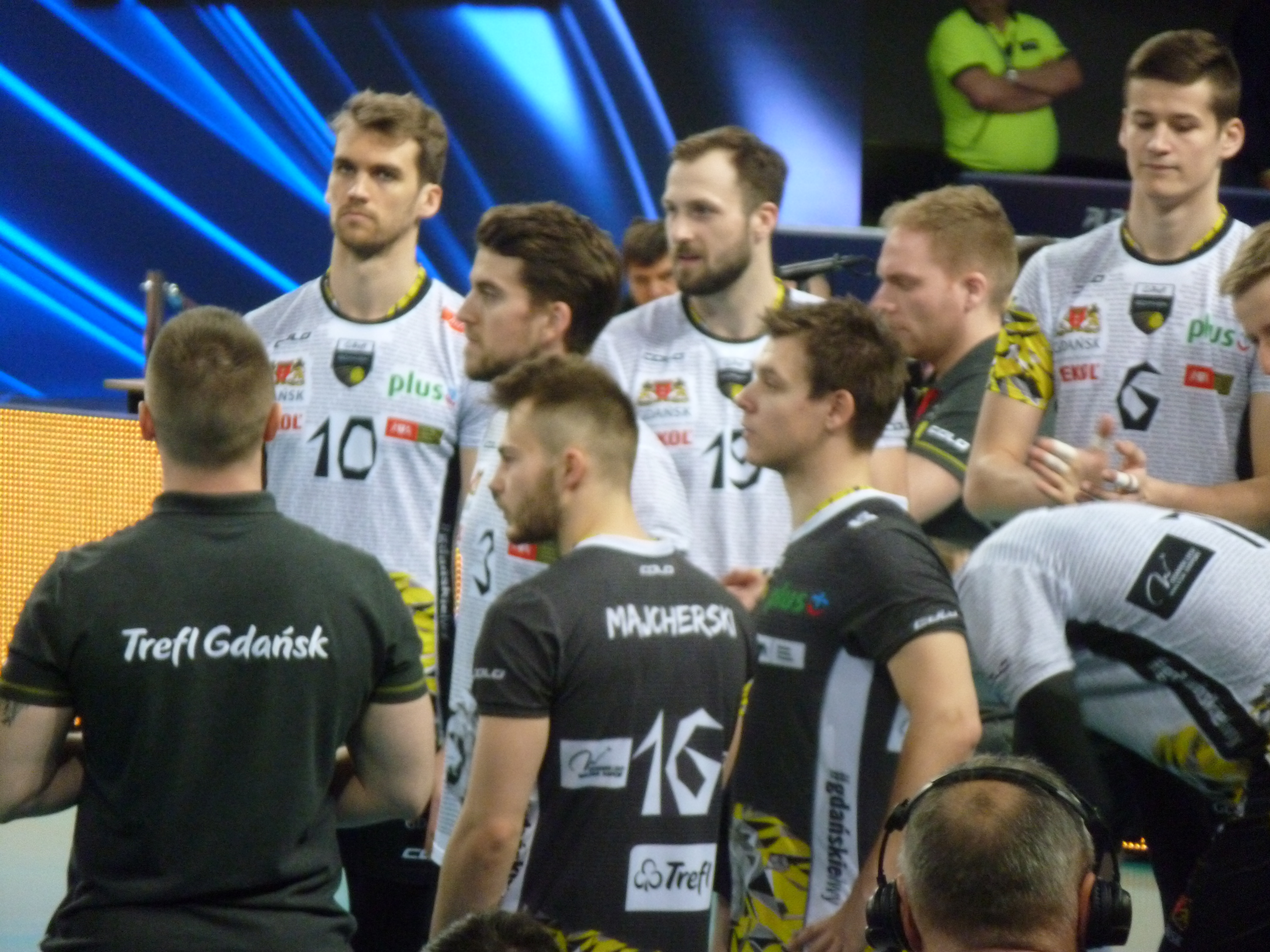
Zawodnicy Lotosu
Trefl Gdańsk w sezonie 2017/2018

- Koordynator przygotowania psychologicznego: Mariusz Wlazły

| Nr                        | Imię i nazwisko     | Data ur. | Wzrost | Pozycja      |
| ------------------------- | ------------------- | -------- | ------ | ------------ |
| 7                         | Paweł Pietraszko    | 1990     | 201    | środkowy     |
| 8                         | Voitto Köykkä       | 1999     | 179    | libero       |
| 9                         | Alaksiej Nasiewicz  | 2003     | 197    | atakujący    |
| 14                        | Rafał Sobański      | 1991     | 195    | przyjmujący  |
| 16                        | Fabian Majcherski   | 1997     | 175    | libero       |
| 17                        | Piotr Orczyk        | 1993     | 198    | przyjmujący  |
| 22                        | Moustapha M’Baye    | 1992     | 198    | środkowy     |
| Potwierdzone transfery    |                     |          |        |              |
|                           | Tobias Brand        | 1998     | 195    | przyjmujący  |
|                           | Joseph Worsley      | 1997     | 185    | rozgrywający |
|                           | Piotr Nowakowski    | 1987     | 205    | środkowy     |
|                           | Damian Schulz       | 1990     | 208    | atakujący    |
|                           | Mariusz Schamlewski | 1991     | 198    | środkowy     |
|                           | Damian Kogut        | 1997     | 191    | przyjmujący  |
| Niepotwierdzone transfery |                     |          |        |              |
|                           | Przemysław Stępień  | 1994     | 185    | rozgrywający |

## Obcokrajowcy w zespole
| Lata Gry                            | Imię i nazwisko      | Pozycja      |
| ----------------------------------- | -------------------- | ------------ |
| 2008-2009                           | Bruno Augusto Zanuto | przyjmujący  |
| 2008-2009                           | Dmitrij Skoryj       | przyjmujący  |
| 2008-2009                           | Bojan Janić          | przyjmujący  |
| 2008-2009                           | Marko Samardžić      | libero       |
| 2010-2011                           | Enrique De La Fuente | przyjmujący  |
| 2010-2011                           | Thomas Edgar         | atakujący    |
| 2011-2012                           | Mikko Oivanen        | atakujący    |
| 2011-2012                           | Dmytro Wdowin        | przyjmujący  |
| 2011-2013                           | Matti Hietanen       | przyjmujący  |
| 2014-2016                           | Murphy Troy          | atakujący    |
| 2014-2016                           | Marco Falaschi       | rozgrywający |
| 2014-2016                           | Sebastian Schwarz    | przyjmujący  |
| 2016-2017                           | Michal Masný         | rozgrywający |
| 2016-2017 2022-2022 (od 16.03.2022) | Dmytro Paszycki      | środkowy     |
| 2017-2018                           | Daniel McDonnell     | środkowy     |
| 2017-2018                           | Tyler Sanders        | rozgrywający |
| 2017-2018                           | Bradley Gunter       | atakujący    |
| 2018-2019                           | Nikola Mijailović    | przyjmujący  |
| 2018-2020                           | Ruben Schott         | przyjmujący  |
| 2019-2022                           | Pablo Crer           | środkowy     |
| 2020-2022                           | Moritz Reichert      | przyjmujący  |
| 2021-2025                           | Lukas Kampa          | rozgrywający |
| 2022-2023                           | Luke Perry           | libero       |
| 2022-2024                           | Jan Martínez Franchi | przyjmujący  |
| 2023-2023 (od 31.01.2023)           | Jingyin Zhang        | przyjmujący  |
| 2023-                               | Voitto Köykkä        | libero       |
| 2024-2025                           | Gijs Jorna           | przyjmujący  |
| 2025-                               | Tobias Brand         | przyjmujący  |
| 2025-                               | Joseph Worsley       | rozgrywający |